# Urząd Gminy Starogard Gdański
Urząd Gminy Starogard Gdański jest siedzibą gminy wiejskiej Starogard Gdański. Znajduje się przy ulicy Gen. Wł. Sikorskiego 9 w Starogardzie Gdańskim. Dawny urząd skarbowy. Jest wpisany do rejestru zabytków pod numerem 0464-0000309.

## Wydziały
Urząd Gminy Starogard Gdański składa się dziewięciu wydziałów:
- Zastępca wójta,
- Sekretarz gminy,
- Wydział administracyjny,
- Wydział finansowy,
- Wydział gospodarki komunalnej,
- Wydział inwestycyjno-techniczny,
- Wydział kultury, sportu i promocji gminy,
- Wydział oświaty, zdrowia i spraw społecznych,
- Wydział planowania przestrzennego i nieruchomości.